# Nausítoo
Um dos filhos de Calipso com Odisseu na mitologia grega, Nausítoo foi quem guiou os feácios para a Esquéria, após ter sido devastado pelos ciclopes. Ele construiu uma muralha envolvendo a cidade, casas para o povo, templos para louvar os deuses e distribuiu terras lavradias.
Era pai de Alcínoo, governador dos feácios.